# Separación de orina

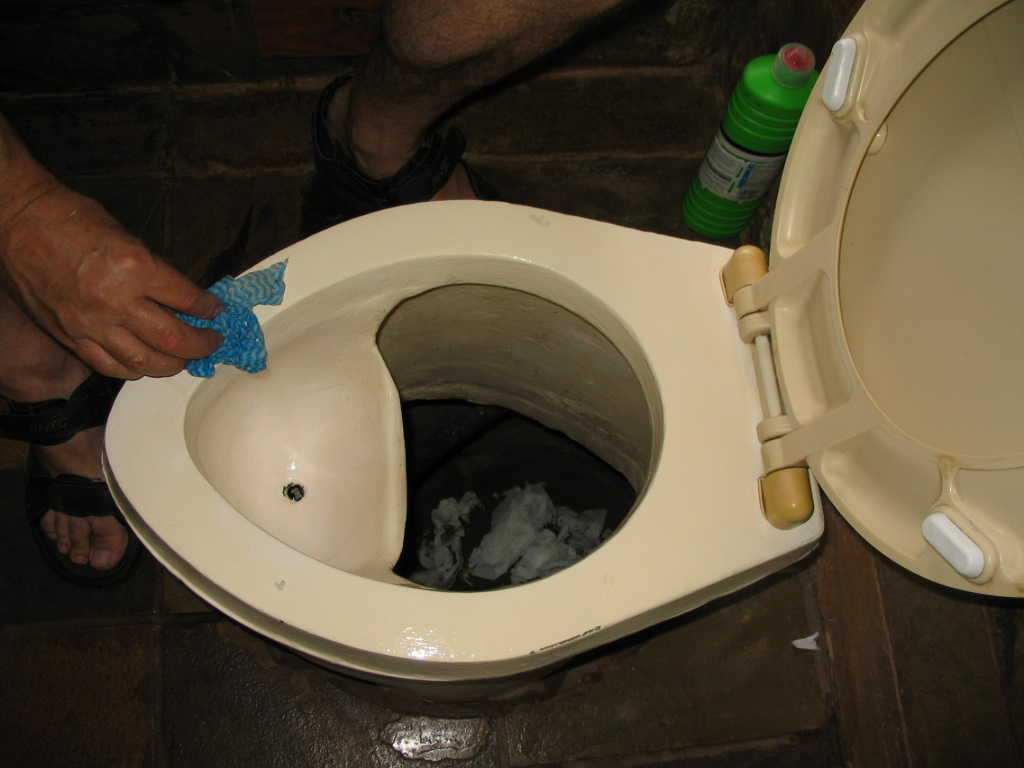
Limpieza de un inodoro seco desviador de orina en Johannesburgo, Sudáfrica.

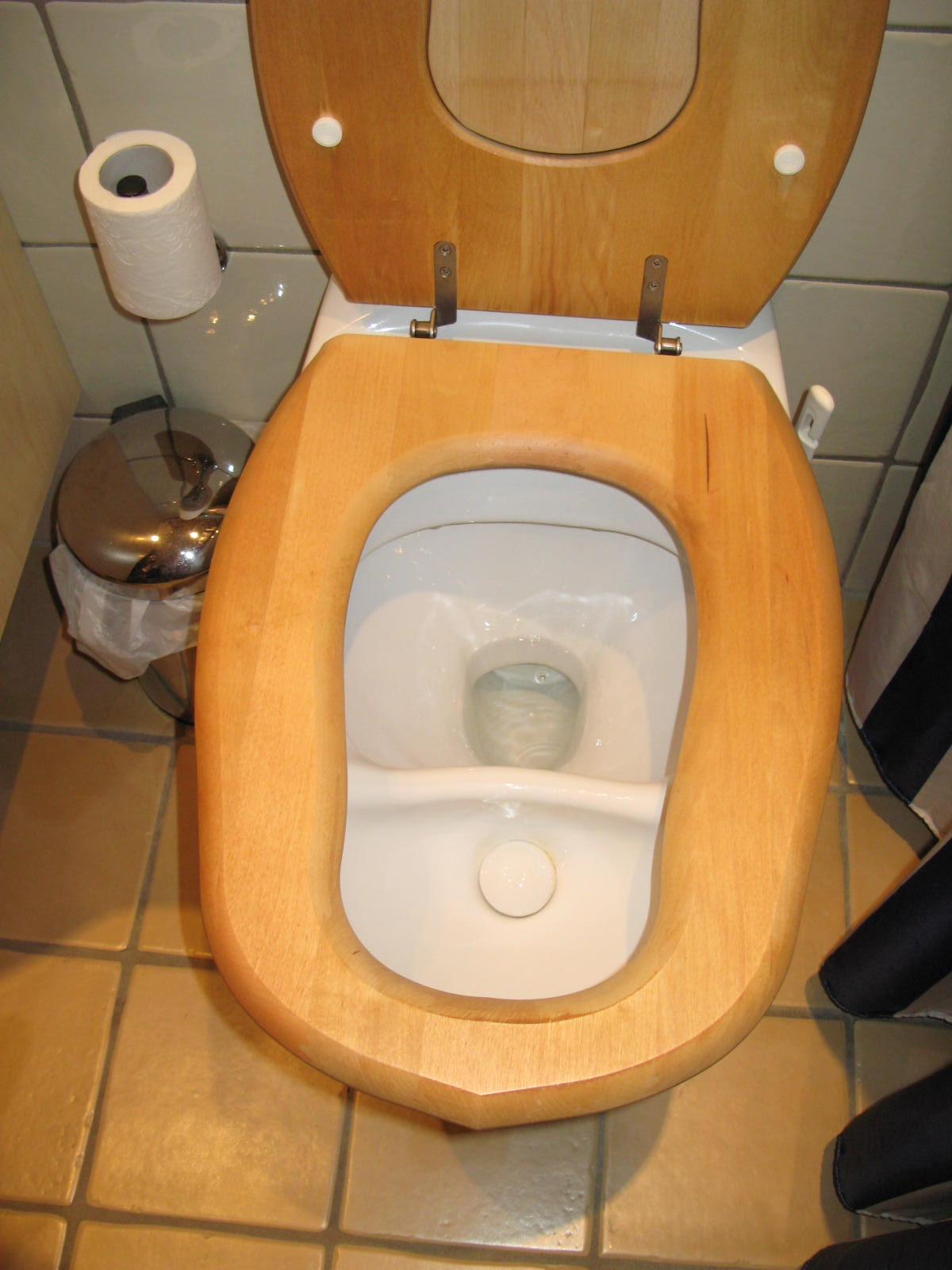
Retrete desviador de orina en un hogar en Estocolmo, Suecia (empresa: Dubbletten).

La separación de orina o separación en origen, se refiere a la recolección por separado de la orina y las heces humanas en el punto de producción, es decir, en el inodoro o urinario. La separación de la orina de las heces permite que los desechos humanos se traten por separado y se usen como recurso.  Este tipo de sistemas se utilizan por lo general en sitios donde no existe una conexión a un alcantarillado, no hay disponible un sistema de saneamiento básico o áreas donde el suministro de agua es limitado.
Para lograr la separación de orina, se utilizan algunos de los siguientes dispositivos: urinarios sin agua, inodoros con derivación de la orina, conductos de orina hacia un tanque de almacenamiento de orina (o hacia una alcantarilla) y un sistema de tratamiento y eliminación de la orina. Los inodoros de derivación de orina pueden, o no, mezclar agua y heces, o un poco de agua y orina. Nunca mezclan la orina y las heces. 
Un inodoro utilizado para facilitar la separación de productos de desechos humanos se llama inodoro de desviación de orina. El recipiente generalmente tiene dos receptáculos separados que pueden o no enjuagarse con agua. Si el sistema posee sistema de enjuagado con agua, el inodoro generalmente se denomina inodoro con desviación de orina. Si no se enjuaga, es un inodoro seco con secado o compostaje para las heces. Si las heces recolectadas se secan, se llama inodoro seco desviador de orina (también llamado inodoro de deshidratación de desviación de orina).   Si las heces recolectadas son utilizadas para producir compost, se llama desviación de orina baño de compostaje . 
Algunas tecnologías aplicadas como parte de un concepto de saneamiento ecológico usan sistemas de desviación de orina. Hay varios inodoros de desviación de orina disponibles en el mercado y sanitarios secos con desviación de orina. Muchos parecen un inodoro asiento convencional o baño en cuclillas, en el que el recipiente está dividido en dos secciones, la sección frontal recoge la orina y la sección  trasera las heces. 

## Consideraciones de diseño

### Propósito
Las razones por las que se suele recurrir a sistemas de desvío de orina son:
1. Para reducir el consumo de agua
2. Para poder recoger la orina, pura y sin diluir, para que pueda luego de desinfección por almacenamiento, ser utilizada en forma segura como fertilizante en agricultura.

Las razones para mantener la orina y las heces separadas en un inodoro seco en comparación con un letrina de pozo pueden ser: 
1. Para reducir el olor (una mezcla de orina y heces causa un olor apreciable);
2. Para evitar la producción de lodo fecal húmedo y oloroso, que debe ser eliminado por alguien cuando la letrina de pozo se llena;
3. Para permitir un secado rápido de las heces lo que hace que el manejo de las mismas sea más simple e higiénico;
4. Para reducir los impactos ambientales;
5. Para permitir la recuperación de la orina, que puede reutilizarse como abono.

### Principios del diseño

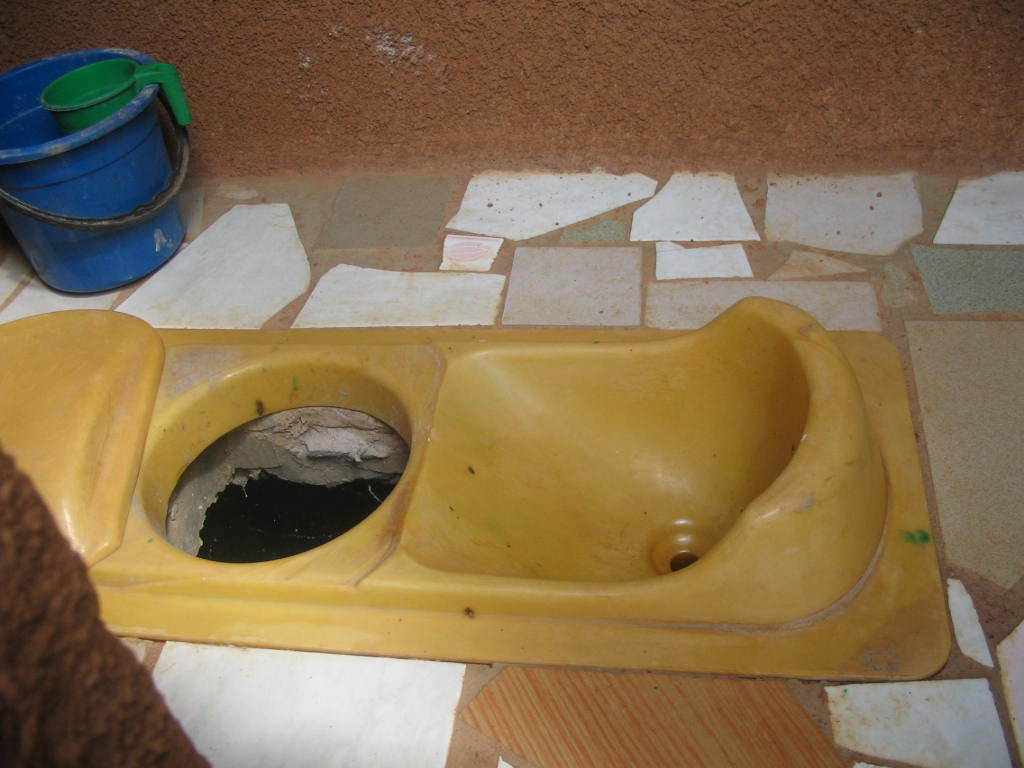
Inodoro de cuclillas seco con desviador de orina en Uagadugú, Burkina Faso.

La derivación de la orina aprovecha la anatomía del cuerpo humano, que excreta la orina y las heces por separado. En ciertos sistemas, la orina se drena a través de un recipiente con un pequeño orificio cerca de la parte frontal de la interfaz del usuario, mientras que las heces caen a través de un agujero más grande en la parte trasera. Esta recolección separada  o 'separación en origen'  no requiere que el usuario cambie de posición entre orinar y defecar, aunque se necesita cierto cuidado para asegurar la posición correcta sobre la interfaz del usuario. En el caso de uso por mujeres a veces algo de orina puede ingresar a la bóveda durante el funcionamiento normal. Esto es por lo general una cantidad pequeña y no afecta significativamente la función del inodoro. 
El tratamiento separado de los dos tipos de desechos está justificado ya que la orina es casi estéril y posee un bajo contenido de agentes patógenos, siempre que el individuo goce de buena salud.  Esto significa que la orina se puede utilizar fácilmente como fertilizante o descartarla con menos riesgo para la comunidad.
Las heces humanas, por otro lado, tienen un alto contenido de patógenos, incluidos hasta 120 tipos diferentes de virus, y deben tratarse bien antes de poder usarse con seguridad en la agricultura. Los dos principales métodos de tratamiento son compostaje y secado  Cuando las heces se usan sin compostaje, despiden un olor muy fuerte.  
Por lo general se agregan cenizas o aserrín a la cámara de heces de un inodoro ecológico seco para acelerar el proceso de compostaje; la ceniza reduce más rápido la actividad de los microorganismos.
Ya sea que las heces se manipulen en el sitio o se transporten a otra ubicación, el peso y el volumen del material se reducen al separar la orina. Además, el tratamiento es más simple y más rápido.  La derivación de orina también se puede usar para baños de compostaje para reducir el olor y reducir la humedad excesiva.

## Tipos de dispositivos de desviación de orina

### Urinarios
Los diseños de inodoros con desviación de orina generalmente requieren que los hombres se sienten o agachen al orinar para evitar salpicaduras de orina no higiénicas. En aquellas culturas donde los hombres prefieren orinar parados, los urinarios son una buena solución complementaria. Los urinarios son  ampliamente utilizados en baños públicos para hombres, los mismos funcionan como dispositivos de desviación de orina porque la orina se recoge por separado de las heces.   Cuando los urinarios no usan agua para enjuagar (llamados urinarios "sin agua"), pueden recolectar la orina pura, es decir, sin dilución con agua.

### Inodoros con descarga de orina
En Alemania y Suecia se han fabricado y comercializado inodoros con descarga de orina (una empresa también los fabricó en China en estilo sentado y en cuclillas).  En Alemania, la empresa Roediger Vacuum comercializó el inodoro "NoMix" entre 2003 - 2011. Sin embargo, este inodoro no fue un éxito comercial, y su comercialización cesó en el 2010. (La instalación más destacada de los inodoros Roediger se encuentra en el Instituto Federal Suizo de Ciencias y Tecnología Acuáticas en Dübendorf, cerca de Zúrich, Suiza). Asimismo, la compañía sueca Gustavsberg dejó de vender su modelo de descarga de orina en el 2011, a pesar de que generalmente funcionaba bien.
En Suecia, hoy en día, dos fabricantes, Dubbletten y Wostman, venden sus sistemas de desviación de orina principalmente para su instalación en casas de veraneo en áreas rurales y semirrurales. Estos tipos de inodoros con descarga de orina han sido instalados tanto en proyectos de investigación como en instalaciones a escala comunitaria en Australia.
La diferencia de diseño entre los distintos modelos es la forma y el tamaño de los dos compartimentos y la forma en que se introduce el agua de lavado para los dos compartimentos. Además, el inodoro Roederig NoMix fue el único inodoro que pudo recolectar la orina pura, sin ningún tipo de agregado de agua, debido a que posee una válvula en el compartimiento de orina que se abre cuando el usuario se sienta y se cierra cuando el usuario se levanta y se enjuaga el inodoro. Esta válvula causó muchos problemas de mantenimiento debido a la precipitación de estruvita en esta válvula. En los otros modelos de inodoros de eliminación de orina, la orina se diluye con una pequeña cantidad de agua, generalmente alrededor de un litro por descarga. 
El inodoro con descarga de orina de Dubbletten presenta un enjuague separado con agua en cada uno de los dos compartimentos.

## Desventajas
No está claro si el desvío de orina (separación en origen) y el tratamiento de orina en el sitio pueden ser rentables; ni si los cambios de comportamiento requeridos se considerarían socialmente aceptables, ya que los resultados de los ensayos en gran medida exitosos, realizados en Suecia pueden no generalizarse fácilmente a otras sociedades industrializadas.
Las desventajas y los desafíos de los sistemas de desviación de orina incluyen:
- Aceptación social por parte de los usuarios (investigación detallada sobre este aspecto ha sido llevada a cabo por investigadores en Sídney, Australia)[13]
- Cooperación del usuario: los inodoros de desviación de orina necesitan una cierta sensibilización inicial para garantizar el uso correcto y la aceptación social.[14] Además, se limpian de manera diferente a los retretes convencionales.
- Problemas de reutilización o eliminación de orina
- Precipitación de orina en el equipo de derivación de la orina debido a precipitados de estruvita y fosfato de calcio y las incrustaciones resultantes (también llamadas "cálculos en la orina"): esto se puede superar con ciertas soluciones de ingeniería y mantenimiento, pero requiere plomeros que tengan experiencia con tuberías de sistemas de desvío de orina o que poseen experiencia en aplicar las recomendaciones aplicables para dicho tipo de sistemas.

## Historia
Históricamente, se recogió orina (por ejemplo, en orinales)y utilizado para procesos industriales, particularmente relleno, un paso importante en fabricación textil. [cita requerida]